# 1994年电影

## 最高票房
| 排名 | 片名               | 公司                 | 票房         |
| ---- | ------------------ | -------------------- | ------------ |
| 1    | 狮子王             | 华特迪士尼工作室电影 | $987,483,777 |
| 2    | 阿甘正传           | 派拉蒙影业           | $677,945,399 |
| 3    | 真实的谎言         | 20世紀福克斯         | $378,882,411 |
| 4    | 变相怪杰           | 新线影业             | $351,583,407 |
| 5    | 生死时速           | 20世纪福克斯         | $350,448,145 |
| 6    | 摩登原始人         | 环球影业             | $341,631,208 |
| 7    | 阿呆与阿瓜         | 新线影业             | $247,275,374 |
| 8    | 四个婚礼和一个葬礼 | Working Title Films  | $245,700,832 |
| 9    | 夜访吸血鬼         | 华纳兄弟             | $223,664,608 |
| 10   | 燃眉追击           | 派拉蒙影业           | $215,887,717 |

## 重要奖项

### 第三十一屆金馬獎
- 最佳劇情片——《愛情萬歲》（三一、雄發公司）
- 最佳導演——蔡明亮《愛情萬歲》
- 最佳男主角——梁朝偉《重慶森林》
- 最佳女主角——陳冲《紅玫瑰白玫瑰》
- 最佳男配角——王柏森《獨立時代》
- 最佳女配角——金燕玲《獨立時代》

### 第67届奥斯卡金像奖
- 最佳影片——《阿甘正传》
- 最佳导演——罗伯特·泽米吉斯《阿甘正传》
- 最佳男主角——汤姆·汉克斯《阿甘正传》
- 最佳女主角——洁西卡·兰芝《蓝色天空》
- 最佳男配角——马丁·兰道《艾德·伍德》
- 最佳女配角——黛安·韦斯特《子弹横飞百老汇》